# Jason Raize
Jason Raize Rothenberg est un acteur américain né le 20 juillet 1975 à Oneonta (New York), il s'est suicidé le 3 février 2004 à Yass (Australie).
Ambassadeur de bonne volonté du Programme des Nations unies pour l'environnement, il est surtout connu pour avoir créé le personnage de Simba dans la comédie musicale Le Roi lion. Il a également joué dans de nombreuses autres comédies musicales de Broadway dont Oliver!, Le Roi et moi, Le Fantôme de l'Opéra, The Rocky Horror Show et a donné sa voix à Denahi, un personnage du film d'animation Frère des ours.